# Callopistria pyrocauta
Callopistria pyrocauta är en fjärilsart som beskrevs av George Francis Hampson 1914. Callopistria pyrocauta ingår i släktet Callopistria och familjen nattflyn. Inga underarter finns listade i Catalogue of Life.